# Otto Ritz
Otto Ritz (17 de Agosto de 1920 - KIA, 12 de fevereiro de 1945) foi um piloto alemão da Luftwaffe durante a Segunda Guerra Mundial. Durante a Guerra, abateu duas aeronaves inimigas e 70 tanques. Foi condecorado com a Cruz de Cavaleiro da Cruz de Ferro.